# Бургиба в коллекционировании
Бургиба в коллекционировании — совокупность бумажных купюр, монет, значков, почтовых марок, художественных маркированных конвертов и других коллекционных материалов, посвящённых Хабибу Бургибе.

## В филателии
В 1958 году в Тунисе выпущены две почтовые марки номиналом 20 и 25 франков. На ней Бургиба сидит на камне на берегу моря, опёршись на трость и смотрит на летящего к нему почтового голубя с письмом в клюве.

В 1959 году Почтой Туниса выпущена марка номиналом 20 миллимов. На ней изображён стоящий Хабиб Бургиба со скрещёнными руками на груди. Она посвящена 25-летию со дня создания Бургибой «новой партии „Дестур“».

В 1960 году Почта Туниса напечатала очередную марку с изображением инаугурации президента Бургибы в 1959 году.

В 1974 году к 40-летию партии вышла ещё одна марка с портретом Бургибы.

## В нумизматике
Во времена политической активности Хабиба Бургибы было отчеканено несколько монет с барельефом президента. 
Монета в 5 динаров выпущена в 2002 году к 2-летию со дня смерти бывшего президента.

К Международному году ребёнка, в 1982 году, выпущена серебряная монета достоинством 5 динаров. Серебряные монеты в портретами президента выпускали и раньше, например, 1 динар 1969 года.

Довольно интересные золотые монеты в 2, 5, 10, 20 и 40 динаров выпущены в 1967 году. Их выпуск приурочен к 10-летию независимости Туниса.
- Монеты с портретом Хабиба Бургибы
- 1/2 динара (1968)
- 1 динар (1969)
- 5 динаров (2002)

## В бонистике
В Тунисе с конца 1950-х годов стали размещать портрет Бургибы на всех банкнотах. Впервые это произошло в 1958 году, когда на купюре номиналом  в 1/2 динара появился портрет будущего первого президента Туниса. В дальнейшем стали появляться банкноты с лицом Бургибы номиналом 1, 5, 10 и 20 динаров.
- Банкноты номиналом 1/2 динара с портретом Хабиба Бургибы
- 1/2 динара (1958)
- 1/2 динара (1965)
- 1/2 динара (1972)
- 1/2 динара (1973)

- Банкноты номиналом 1 динар с портретом Хабиба Бургибы
- 1 динар (1965)
- 1 динар (1973)
- 1 динар (1980)

- Банкноты номиналом 5 динаров с портретом Хабиба Бургибы
- 5 динаров (1972)
- 5 динаров (1980)
- 5 динаров (1983)[2]

- Банкноты номиналом 10 динаров с портретом Хабиба Бургибы
- 10 динаров (1969)
- 10 динаров (1973)
- 10 динаров (1980)
- 10 динаров (1983)

- Банкноты номиналом 20 динаров с портретом Хабиба Бургибы
- 20 динаров (1983)